# منتخب البرتغال لهوكي الحقل للرجال
منتخب البرتغال الوطني لهوكي الحقل للرجال (بالبرتغالية: Seleção Portuguesa de Hóquei em Campo Masculino‏) هو ممثل البرتغال الرسمي في المنافسات الدولية في هوكي الحقل .